# Miwa
miwa（ミワ、1990年6月15日 - ）は、日本のシンガーソングライター。神奈川県三浦郡葉山町生まれ、東京都育ち。所属事務所はトライストーン・エンタテイメント。所属レコード会社はSony Records。公式ファンクラブは「yaneura-no-neko」。

## 略歴

### メジャー以前
1990年6月15日に神奈川県三浦郡葉山町で生まれ、のちに東京都へ引っ越す。父親が音楽の愛好家で、幼い頃から父親の聴く音楽を自然と耳にしていた。
15歳の頃から作曲を始め、高校入学後にギターを独学するも上達せずに指導を受け始めた。
「Wake Up, Break Out!」を高校1年生の時に制作する。高校在学中、ライブハウス「下北沢ロフト」（初ライブも同所）を中心に都内、夏休みなどには父親の実家がある沖縄県（主に北谷）でライブ活動するが、在籍高校は芸能活動が禁止で、友人にも秘密にして活動を続け、自主制作による2枚のシングル『Song for you/TODAY』『そばにいたいから』を枚数限定で発売した。のちにメジャーデビューが決定して高校3年生の冬から本格的に楽曲制作を始める。

### メジャー以降

#### 2010年
4枚のシングルを発売。
- 3月3日、1stシングル『don't cry anymore』を発売し、Sony Recordsよりメジャーデビュー。同日にshibuya eggmanでデビュー記念ライブを開催。
- 4月17日、『miwaのオールナイトニッポンR』（ニッポン放送）放送開始。
- 4月21日、第64回ザテレビジョンドラマアカデミー賞より「don't cry anymore」でドラマソング賞を受賞[11][リンク切れ]。
- 7月29日、ギブソン米国公式サイトのニュースページで、エレキギターのジョーン・ジェットモデルを手にしたことが取り上げられ、初めて日本人の女性が紹介された記事となった[12][13]。
- 8月16日、尾崎豊のカバー「僕が僕であるために」とTHE BLUE HEARTSのカバー「青空」をデジタルシングルリリース。
- 9月1日、3rdシングル『chAngE』を発売。オリコン週間シングルチャートで初登場8位を記録し、初のオリコンチャートトップ10入り。
- 9月5日、『miwaのオールナイトニッポンR』（ニッポン放送）内のプロジェクトとして、自身を部長とする『miwa軽音楽部』を発足。応募者の中から抽選で選ばれた24人のファンとギタリストの古川ヒロシを招き、エレキギターで「chAngE」を弾くというテーマの下、Sony Music Studios Tokyoで第1回目の部活動を行った[14][15]。
- 11月24日 - 12月8日、初のソロライブツアー『miwa "very first tour" miwa yade! miwa dagah! miwa dayo!』を開催。

#### 2011年
3枚のシングル、1枚のオリジナル・アルバム、1枚のライブビデオを発売。
- 1月5日、第25回日本ゴールドディスク大賞よりザ・ベスト5ニュー・アーティストを受賞[16]。
- 1月12日、槇原敬之のトリビュートアルバム『We Love Mackey』に「北風 〜君にとどきますように〜」で参加。
- 2月23日、5thシングル『春になったら』を発売。2011年3月1日から3月20日までの期間限定でJR東日本山手線原宿駅の発車メロディとしても起用された。
- 4月5日、ニッポン放送で『miwaのオールナイトニッポン』（1部、ニッポン放送）放送開始。
- 4月6日、1stアルバム『guitarissimo』を発売。オリコン週間アルバムチャートで初登場1位を獲得し、シングル・アルバムを通じて自身初のオリコンチャート1位を獲得[17]。
- 6月4日 - 7月10日、ライブツアー『miwa live tour 2011 "guitarissimo"』を開催。
- 11月2日 - 27日、「アコギ」1本で弾き語りをするライブツアー『miwa acoustic live tour "acoguissimo"』を開催。
- 12月24日、Zepp Tokyoでワンマンライブ『miwa -39live- "miwanissimo"』を開催。

#### 2012年
2枚のシングル、1枚のオリジナル・アルバム、ビデオクリップ集とライブビデオを1枚ずつリリース。
- 3月1日、「COTTON USA」のキャンペーン・キャラクターに起用され、同協会のイメージソング「コットンの季節」も書き下ろす[18]。
- 3月7日、チャリティーシングル『All You Need Is Love』に参加。
- 3月14日、2ndアルバム『guitarium』を発売。
- 5月12日 - 6月24日、ライブツアー『miwa concert tour 2012 "guitarium"』を開催。
- 6月6日、初のミュージックビデオクリップ集『miwa clips vol.1』を発売。
- 7月28日、GIRLS' FACTORY 2012で「miwaクロ」（miwa×ももいろクローバーZ）のコラボを初披露。以降、同シリーズや音組関連の音楽番組、『FNS歌謡祭』（フジテレビ）などにコラボ出演。
- 8月15日、9thシングル『ヒカリヘ』を発売、同年のTSUTAYAのCDシングル・レンタル年間ランキングで2位を獲得するなどのロングセールスを記録した[19]。
- 9月8日 - 10月21日、前年に続き「アコギ」1本の弾き語りライブツアー『miwa acoustic live tour 2012 "acoguissimo 2"』を開催。
- 10月24日、YUIのトリビュートアルバム『SHE LOVES YOU』に「Good-bye days」で参加。
- 12月18日 - 22日、ライブツアー『miwa -39 live tour- "miwanissimo 2012"』を開催。

#### 2013年
3枚のシングル、1枚のオリジナル・アルバム、1枚のライブビデオを発売。
- 1月16日、10thシングル『ホイッスル〜君と過ごした日々〜』を発売。表題曲は第91回全国高等学校サッカー選手権大会の応援歌として制作された。1月19日、国立競技場における同大会決勝戦の試合開始前に、自身がグラウンド上においてライブ演奏を行った。同曲は、1月28日付けBillboard JAPANラジオ・エアプレイ・チャート「Hot Top Airplay」第1位をマークした。
- 3月29日、自身初の日本武道館公演となるライブ『miwa live at 武道館 〜卒業式〜』を開催。
- 3月30日、38人限定招待のライブ『miwa special live at 下北沢ロフト』を同名のライブハウスで行った。
- 3月26日に『オールナイトニッポン』（ニッポン放送）放送終了、同月付で大学を卒業（後述）。
- 5月22日、3rdアルバム『Delight』を発売し、発売月にゴールド認定（CD、日本レコード協会）を受けた。発売初月にゴールド認定を受けたのはシングル・アルバムを通じて本人初である。
- 7月13日 - 9月23日、ライブツアー『miwa concert tour 2013 "Delight"』を開催。
- 10月8日、東京都「第68回国民体育大会総合閉会式」で客演[20]。
- 12月23日 - 24日、ワンマンライブ『miwa-39 live tour-“miwanissimo2013”』を開催。
- 12月27日、『ミュージックステーションスーパーライブ』（テレビ朝日）に出演。
- 12月31日、『第64回NHK紅白歌合戦』（NHK）に初出場を果たした。曲目は「ヒカリヘ」。

#### 2014年
3枚のシングル、2枚のライブビデオを発売。
- 2月7日、『オールナイトニッポンGOLD』（ニッポン放送）に出演。
- 2月20日、『SCHOOL OF LOCK!』（TOKYO FM）に出演。
- 3月8日 - 9日、国立代々木競技場第一体育館でワンマンライブ『miwa spring concert 2014 “渋谷物語〜完〜”』を開催。
- 6月5日 - 19日、2年ぶりに「アコギ」1本の弾き語りライブツアー『miwa acoustic live tour 2014 “acoguissimo 3”』を開催。
- 8月30日、フランス・パリで開催の「OECD東北スクール」[注 1] 主催『東北復幸祭〈環WA〉in PARIS』のテーマソングとして「希望の環（WA）」を書き下ろし、東日本大震災の被災地の中高生と共に会場[注 2]で披露した。11月に両A面シングル『希望の環（WA）/月食 〜winter moon〜』として発売[21][22]。
- 12月9日 - 24日、自身初のアリーナツアー『miwa 39 live ARENA tour-“miwanissimo 2014”』を開催。
- 12月26日、『ミュージックステーションスーパーライブ』（テレビ朝日）に出演。
- 12月31日、『第65回NHK紅白歌合戦』（NHK）に出場。曲目は「Faith」。

#### 2015年
4枚のシングル、1枚のオリジナル・アルバム、1枚のライブビデオを発売。
- 1月31日に公開される映画『マエストロ!』で、女優デビュー[注 3]。
- 3月7日 - 8日、「アコギ」1本の弾き語りライブ『miwa live at 武道館 〜acoguissimo〜』を開催。日本武道館で2日間連日アコースティックギター弾き語りライブを行うのは女性（ソロ）アーティストとしては初とされている[23]。
- 3月21日、『紅白が生まれた日』（NHK総合）に並木路子役としてテレビドラマ初出演。
- 3月28日 - 6月15日、ライブツアー『miwa spring concert 2015 "ONENESS"』を開催。
- 4月、『ミューズノート』（NHK-FM）2015年度パーソナリティを担当。
- 4月8日、4thアルバム『ONENESS』を発売。
- 6月15日、TUBEの曲「トコナツPaPa featuring miwa」にフィーチャリング参加。他アーティストの正式なフィーチャリングタイトルとして参加するのは本作が初。
- 6月17日から放送のベネッセコーポレーション「進研ゼミで勝ち夏篇」でテレビCM初出演[24]。
- 8月19日、18枚目のシングル『夜空。feat.ハジ→/ストレスフリー』を発売。他アーティストをフィーチャーしたのは本作が初。
- 10月1日から放送のドキュメンタリー番組『オン マイ ウェイ（ON MY WAY）』（NHK Eテレ）でテレビ番組初レギュラーとなり、番組テーマソングに「始まりは終わりじゃない」が採用された[25]。
- 10月29日 - 11月2日、ファンクラブ限定イベントとしては初のライブツアー『miwa -39 live tour- “yaneura-no-neko"』を開催。
- 12月25日、『ミュージックステーションスーパーライブ』（テレビ朝日）に出演。
- 12月31日、『第66回NHK紅白歌合戦』（NHK）に出場。曲目は「fighting-φ-girls」。

#### 2016年
2枚のシングル、1枚のセルフコンピレーション・アルバム、1枚のライブビデオを発売。
- 1月20日、初のセルフ・コンピレーション・アルバム『miwa ballad collection 〜graduation〜』を発売。
- 1月23日 - 6月15日、ライブツアー『miwa “ballad collection” tour 2016 〜graduation〜』を開催。
- 2月28日、2016年度NHK全国学校音楽コンクール課題曲・中学校の部の作詞曲担当となる。同曲は10月25日に21stシングル『結 -ゆい-』として発売[26][27]。
- 4月、継続して『ミューズノート』（NHK-FM）2016年度パーソナリティを担当。
- 9月2日 - 8日、ファンクラブ限定ライブツアー『miwa -39 live tour- “yaneura-no-neko 2016"』を開催。
- 10月、引き続き『オン マイ ウェイ（ON MY WAY）』新シーズンを担当。番組テーマソングは「オンマイウェイ」。
- 12月31日、『第67回NHK紅白歌合戦』（NHK）に出場。曲目は「結 -ゆい-」。熊本市立帯山中学校合唱部の生徒達との共演。

#### 2017年
2枚のシングル、1曲のデジタルシングル、1枚のオリジナル・アルバム、1枚のライブビデオを発売。
- 2月4日、初主演映画『君と100回目の恋』公開。
- 2月22日、5thアルバム『SPLASH☆WORLD』を発売。
- 4月、3年連続で、『ミューズノート』（NHK-FM）2017年度パーソナリティを担当。
- 4月22日 - 6月18日、ライブツアー『miwa ARENA tour 2017 “SPLASH☆WORLD”』を開催。
- 8月1日、ディズニー映画『リトル・マーメイド』挿入歌のカバーとしてデジタルシングル『アンダー・ザ・シー』を発売。
- 11月11日 - 11月30日、ライブツアー『miwa -39 live tour- “yaneura-no-neko 2017"』を開催。
- 12月16日、「ASIA FASHION AWARD 2017 in TAIPEI」（台湾）に出演[28]。

#### 2018年
1枚のシングル、3曲のデジタルシングル、1枚のベスト・アルバム、3枚のライブビデオ（内1枚は再発盤）を発売。
- 1月、『miwaのオールナイトニッポンPremium』（ニッポン放送）開始。
- 3月8日 - 9日、自身4回目の日本武道館公演となるライブ『miwa live at 武道館 “We are the light ～38/39DAY～”』を開催。
- 4月、4年連続で、『ミューズノート』（NHK-FM）2018年度パーソナリティを担当。
- 3月24日 - 5月27日、3年ぶりに「アコギ」1本の弾き語りライブツアー『miwa acoustic live tour 2018 "acoguissimo 4"』を開催。
- 6月10日、「アコギ」1本の弾き語りライブ『miwa live at 横浜アリーナ "acoguissimo 47都道府県 〜完〜"』を開催。横浜アリーナでアコースティックギター弾き語りライブを行うのは女性（ソロ）アーティストでは初とされている[29]。これと共に弾き語りライブツアーで47都道府県を制覇。
- 7月11日、初のベスト・アルバム『miwa THE BEST』を発売[30]。
- 8月20日、「ヒカリヘ」が、日本レコード協会のシングルトラック統計で正式にミリオン認定（100万ダウンロード）された[31]。
- 9月22日 - 翌年3月16日、ライブツアー『miwa concert tour 2018-2019 “miwa THE BEST”』を開催。
- 12月11日 - LINE公式スタンプを発売[32]。

#### 2019年
2枚のシングル、1曲のデジタルシングル、1枚のライブビデオを発売。
- 1月1日、Instagramを始める[33]。
- 3月16日まで、ライブツアー『miwa concert tour 2018-2019 “miwa THE BEST”』を開催。
- 4月、5年連続で、『ミューズノート』（NHK-FM）2019年パーソナリティを担当。2019年12月で番組を卒業し、後任はLittle Glee Monsterが担当[34][35]。

#### 2020年
1枚のシングル、2曲のデジタルシングルを発売している。3月3日にメジャーデビュー10周年を迎えた。
- 9月12日、自身初の無観客配信ライブ『miwa live at 下北沢LOFT ～Remote acoguissimo～』を開催。

#### 2021年
2枚のシングルを発売。
- 3月19日 - 20日、2年ぶりの単独公演となる『miwa “ballad collection” live 2021〜decade〜』をZepp Tokyoで開催。
- 12月4日 - 12日、自身初のビルボードライブツアー『miwa Billboard Live Tour 2021 “miwa CLASSIC”』を開催。

#### 2022年
1枚のEP、3曲のデジタルシングル、1枚のオリジナル・アルバムを発売。
- 2月23日、6thアルバム『Sparkle』を発売。
- 2月23日 - 3月20日、ライブツアー『miwa concert tour 2022 "Sparkle"』を開催。
- 8月24日、初のEP「君に恋したときから』を発売[36]。
- 9月25日、約半年ぶりとなる単独公演『miwa special concert 2022 "REVIVAL"』を開催。
- 11月23日 - 12月3日、ビルボードライブツアー『miwa Billboard Live Tour 2022 "miwa CLASSIC Ⅱ"』を開催。

#### 2023年
1枚のシングル、2枚のEP、3曲のデジタルシングル、1枚のデジタルアルバム、1枚のライブビデオを発売。
- 2月8日、”バレンタイン”コンセプトEP『バレンタインが今年もやってくる』を発売。
- 4月14日 - 5月28日、約5年ぶりに弾き語りライブツアー『miwa acoustic live tour 2023 "acoguissimo 5"』を開催。
- 11月15日、自身3枚目となるEP『月に願いを』を発売。
- 11月23日 - 12月2日、ビルボードライブツアー『miwa Billboard Live Tour 2023 “miwa CLASSIC Ⅲ”』を開催。

#### 2024年
1枚のシングル、1枚のオリジナル・アルバム、1枚のライブビデオを発売。
- 3月9日、単独公演『miwa -39 live- 2024 "sing dance enjoy!”』を開催。
- 5月17日 - 6月2日、ライブツアー『miwa Live Tour 2024 "7th”』を開催。
- 5月29日、通算7枚目、オリジナル・アルバムとしては2年ぶりとなる作品『7th』を発売[37]。
- 8月16日、カナダに移住したことを報告した[38][39]。
- 11月22日 - 30日、ビルボードライブツアー『miwa Billboard Live Tour 2024 “miwa CLASSIC Ⅳ”』を開催。

### 2025年
- 4月26日、大阪・関西万博会内特設ステージ・EXPOアリーナ「Matsuri」で行われたJapan Expoの連動イベント『株式会社エントリーpresents Japan Expo Paris in Osaka 2025』のオープニング・ステージに出演[40]。

## 人物
血液型A型。身長149センチメートル (cm)。
好きなアーティストは洋楽ではシェリル・クロウ、アヴリル・ラヴィーン、キャロル・キング、ディープ・パープル、テイラー・スウィフトなど で、邦楽ではアンジェラ・アキ、aiko、YUKI、RADWIMPSなどをよく聴いていると言う。
ももいろクローバーZのファンであり、「miwaクロ」としてライブやテレビ番組でコラボをし、楽曲提供も行っている。
使用楽器はギターとピアノで、エレキギターはデビュー当時は練習中 であったが、「chAngE」から使用している。ギブソン米国公式サイトで初めて紹介された日本人女性でもある。ギターを始めたのは15歳からで、きっかけはシェリル・クロウを見て女性が弾き語る姿を格好良いと思ったから。
趣味は散歩 やショッピングとファッションで、休日は友人とカフェ巡りなどをしている。父の影響でアメリカンフットボール観戦が好きになる。2018年2月、親孝行と題して第52回スーパーボウルを自費で家族と共に見に行ったが、ファンであるニューイングランド・ペイトリオッツは惜しくも敗れてしまう。その縁もあり、『オードリーのNFL倶楽部』（日本テレビ・日テレジータス・BS日テレ）にゲスト出演した。沖縄県に住んでいる祖母の影響で幼い頃から健康にも興味があり、健康オタクと自称している。明るくて元気な強い人と見られることが多いが、実際は泣き虫だという。大切なものは家族と友達で、好きな言葉は「千里の道も一歩から」である。
歌詞に関しては、少し誤解されていても気にせず、正しく伝わることよりも楽しく聞いてもらえることが一番だという。
デビュー当時から慶應義塾大学商学部に在学し、学業と両立させながら音楽活動に励んでいた。2013年3月27日、無事に大学を卒業した事を発表した。
漫画『カノジョは嘘を愛しすぎてる』の映画版のオーディションを受けて、書類選考で落ちたと言う。同漫画の作者の青木琴美とは少し親交があり、『2013 FNS歌謡祭』（フジテレビ）では、映画版の主役の大原櫻子と音楽共演した。
2015年から女優として映画、テレビドラマにも出演している。（「出演」参照）
髪はデビュー以来、背中までかかるぐらいの長さがあったが、2018年夏以降は暫くショートカットにしていた。2023年現在は、髪を伸ばすようになっている。
2019年9月1日、競泳選手の萩野公介と同年秋に結婚の予定と報道された。本人もファンクラブサイトにて（相手を明記しないながらも）結婚を自ら正式に公表した。本人は冬に出産の予定と報道された。2020年1月2日、萩野が第1子誕生を報告。生まれた時期や子の性別は非公表。
2023年3月28日、慶應義塾大学大学院修士課程を修了したことを報告。
2024年3月18日、萩野と離婚したことを自身のファンクラブサイトで発表。

## 使用楽器

### ギター
アコースティックギターは、ギブソン・J-45（2000年製）のナチュラル・フィニッシュを愛用しており、バックとサイドがローズウッド仕様になっている。このギターは通っていた高校がアルバイトを禁止していたため、秘密にアルバイトをして高校2年生の3月にその貯金で購入した。エレキギターは、ギブソン・メロディメーカーのJoan Jett Blackheart と、BacchusのフライングV (BFV-2010K)  を使用している。フライングVは、concert tour 2012 "guitarium"の間に誕生日を迎え、サポートメンバーからプレゼントされた物である。
現在坂崎幸之助からTerry's TerryのTJ-80を借り受けている。
- アコースティックギター
  - Gibson J-45 - 2000年製。
  - Collings D2H [61]
  - Takamine 500 Custom - ダークブルー。コラボ曲がきっかけでTUBE名義で贈呈。[62]
- エレキギター
  - Gibson Melody Maker - ジョーン・ジェットモデル。
  - Bacchus Flying-V - BFV-2010K[要出典] / BFV-800[61]。カスタムタイプ[63]
  - Gibson Les Paul Junior Special[61][64]
  - Fender Telecaster - 3トーンサンバースト。

### ピアノ
ピアノは2歳の頃から習っており、ギターを始める以前はピアノで楽曲を制作していた。デビュー前のライブではギター弾き語り以外にピアノ弾き語りによる演奏も行なっていた。デビュー後では「片想い」でピアノを演奏する姿を披露している。

## タイアップ一覧
| 起用年 | 楽曲                                         | タイアップ |
| ------ | -------------------------------------------- | --- |
| 2010年 | don't cry anymore                            | フジテレビ系ドラマ『泣かないと決めた日』主題歌 |
| 2010年 | don't cry anymore                            | レコチョクTV-CMソング |
| 2010年 | chAngE                                       | テレビ東京系アニメ『BLEACH』12thオープニングテーマ |
| 2010年 | リトルガール                                 | TBS系『COUNT DOWN TV』6月度オープニングテーマ |
| 2010年 | 僕が僕であるために                           | 東宝配給映画『カラフル』イメージソング |
| 2010年 | 青空                                         | 東宝配給映画『カラフル』エンディングテーマ |
| 2010年 | オトシモノ                                   | TBS系ドラマ『獣医ドリトル』挿入歌 |
| 2011年 | 春になったら                                 | NTTドコモ「ガンバレ受験生 '10-'11」「ススメ!新生活」タイアップソング |
| 2011年 | 春になったら                                 | JR東日本山手線原宿駅2011年3月限定発車メロディ |
| 2011年 | 春になったら                                 | テレビ神奈川『saku saku』3月度エンディングテーマ |
| 2011年 | Chasing hearts                               | 松竹・アニプレックス配給映画『鋼の錬金術師 嘆きの丘の聖なる星』オープニングテーマ |
| 2011年 | FRiDAY-MA-MAGiC                              | TBS系ドラマ『桜蘭高校ホスト部』主題歌 |
| 2011年 | ふたりのサタディ                             | フジテレビ系『めざましどようび』テーマソング |
| 2011年 | ハツナツ                                     | フジテレビTWO『恋愛観察バラエティー あいのり2』主題歌 |
| 2012年 | クレアデルネ                                 | セガ『リズム怪盗R 皇帝ナポレオンの遺産』オープニングテーマ |
| 2012年 | いくつになっても                             | ソニー・ピクチャーズ エンタテインメント配給映画『桜蘭高校ホスト部』主題歌 |
| 2012年 | 片想い                                       | テレビ神奈川『saku saku』2月度エンディングテーマ |
| 2012年 | コットンの季節                               | COTTON USAイメージソング |
| 2012年 | ヒカリヘ                                     | フジテレビ系ドラマ『リッチマン、プアウーマン』主題歌 |
| 2012年 | ヒカリヘ                                     | トヨタ自動車「カローラ×『リッチマン、プアウーマン』」CMソング |
| 2012年 | Napa                                         | フジテレビ系ドラマ『リッチマン、プアウーマン』挿入歌 |
| 2012年 | ホイッスル〜君と過ごした日々〜               | 第91回全国高等学校サッカー選手権大会テーマソング |
| 2013年 | Delight                                      | フジテレビ系ドラマ『リッチマン、プアウーマン in ニューヨーク』挿入歌 |
| 2013年 | ミラクル                                     | 資生堂『シーブリーズ』CMソング |
| 2013年 | スマイル                                     | miwa×ペネロペ コラボレーションソング |
| 2013年 | カラ*フル〜MY STYLE ver.〜                   | LOWRYS FARM “MY STYLE MY LOWRYS”春キャンペーンソング |
| 2013年 | Kiss you                                     | フジテレビ“ノイタミナ”アニメ『銀の匙 Silver Spoon』オープニング・テーマ |
| 2013年 | It's you!                                    | ハウスウェルネスフーズ「C1000」TV-CM ソング |
| 2013年 | キットカナウ                                 | ネスレ キットカット受験生応援アーティストソング |
| 2013年 | Faith                                        | ユーキャン「通信講座2014年ブランド」テーマソング |
| 2014年 | 君に出会えたから                             | 資生堂『シーブリーズ』CMソング |
| 2014年 | 空の彼方                                     | NHK総合『めざせ!2020年のオリンピアン〜東京五輪の原石たち〜』テーマソング |
| 2014年 | Let me go                                    | 日本テレビ系『ウーマン・オン・ザ・プラネット』テーマソング |
| 2014年 | 希望の環(WA)                                 | OECD東北スクール「東北復幸祭〈環WA〉in PARIS」テーマソング |
| 2014年 | 月食 〜winter moon〜                         | TBS系ドラマ『ママとパパが生きる理由。』主題歌 |
| 2014年 | super heroine                                | 日本テレビ系『ウーマン・オン・ザ・プラネット』テーマソング NHK-FM『ミューズノート』オープニングテーマ |
| 2015年 | 360°                                         | 東宝配給映画『映画ドラえもん のび太の宇宙英雄記』主題歌 |
| 2015年 | fighting-φ-girls                             | TBS系ドラマ『まっしろ』主題歌 |
| 2015年 | ONENESS                                      | ベネッセコーポレーション『進研ゼミ』CMソング |
| 2015年 | ONENESS                                      | TBS系『COUNT DOWN TV』4・5月度オープニングテーマ |
| 2015年 | 恋の予感                                     | 東京シティ競馬 平成27年度イメージソング |
| 2015年 | ストレスフリー                               | テレビ朝日系ドラマ『民王』エンディングテーマ |
| 2015年 | 始まりは終わりじゃない 〜ON MY WAY ver.〜    | NHK Eテレ番組『オンマイウェイ』テーマ曲 |
| 2015年 | あなたがここにいて抱きしめることができるなら | TBS系ドラマ『コウノドリ』主題歌 |
| 2015年 | B.O.Y                                        | 東京シティ競馬 CMソング |
| 2016年 | 結 -ゆい-                                    | 『NHK全国学校音楽コンクール2016 (Nコン2016)』中学生の部、課題曲 NHK『みんなのうた』 2016年8月 - 9月使用曲 |
| 2016年 | シャンランラン feat.96 猫                    | 日本テレビ・青森放送系テレビアニメ『ふらいんぐうぃっち』主題歌 |
| 2016年 | Princess                                     | 森永製菓『ベイク』CMソング |
| 2016年 | オンマイウェイ                               | NHK Eテレ『オン・マイ・ウェイ!』シーズン2 テーマ曲 |
| 2017年 | 絶対あの場所に                               | ベネッセコーポレーション『進研ゼミ高校講座』CMソング |
| 2017年 | シャイニー                                   | 日本コカ・コーラ「爽健美茶」2017年CMソング |
| 2017年 | アンダー・ザ・シー                           | 日本コカ・コーラ「爽健美茶」CMソング |
| 2017年 | We are the light                             | テレビ東京系ドラマ25「セトウツミ」エンディングテーマ |
| 2018年 | Live Fast Die Young                          | 日本テレビ『得する人損する人』オードリー春日東大企画応援ソング |
| 2018年 | アップデート                                 | 読売テレビ・日本テレビ系アニメ『僕のヒーローアカデミア』エンディングテーマ |
| 2018年 | 3つの約束                                    | フジテレビ『胸キュンスカッと』テーマソング |
| 2018年 | Unchained Love                               | カンテレ/フジテレビ系ドラマ『シグナル 長期未解決事件捜査班』挿入歌 |
| 2018年 | タイトル                                     | 日本テレビ『ぶらり途中下車の旅』10 - 12月度エンディングテーマ |
| 2019年 | Holiday                                      | 日本テレビ『ぶらり途中下車の旅』1 - 3月度エンディングテーマ |
| 2019年 | RUN FUN RUN                                  | 「名古屋ウィメンズマラソン2019」公式応援ソング |
| 2019年 | CLEAR                                        | アニメ×パラスポーツ『アニ×パラ』第6弾“視覚障害者柔道”テーマ曲 |
| 2019年 | A Red Ray                                    | アニメ『機動戦士ガンダム THE ORIGIN 前夜 赤い彗星』第3弾エンディングテーマ （SUGIZO feat. miwa名義） |
| 2019年 | リブート                                     | TBS系 金曜ドラマ「凪のお暇」主題歌 |
| 2019年 | ティーンエイジドリーム                       | テレビ東京系アニメーション『BORUTO-ボルト- NARUTO NEXT GENERATIONS』オープニングテーマ 「みろくの里 イルミネーション キラメキノセカイ 2nd Season」CMソング テレビ新広島「Japan in Motion」エンディングテーマ（2020年） |
| 2019年 | Look At Me Now                               | 不二家「ルック」CMソング |
| 2019年 | Storyteller                                  | テレビ朝日「お願い!ランキング」1月度エンディングテーマ |
| 2020年 | DAITAN！                                     | テレビ朝日系土曜ナイトドラマ『妖怪シェアハウス』主題歌 |
| 2021年 | 神無-KANNA-                                  | イオンエンターテイメント配給映画『神在月のこども』主題歌 |
| 2021年 | Daydream〜在りし日の夢〜                     | イオンエンターテイメント配給映画『神在月のこども』挿入歌 |
| 2021年 | アイヲトウ                                   | 東映・日活配給映画『総理の夫』主題歌 |
| 2022年 | Bloom                                        | 別冊マーガレット連載「サクラ、サク。」コラボレーション楽曲 |
| 2022年 | 君が好きです                                 | ABEMA『私たち結婚しました 3』主題歌 |
| 2022年 | あたりまえに                                 | TX系ドラマ「ちょこっと京都に住んでみた。」主題歌 |
| 2023年 | Love me                                      | 毎日放送ドラマシャワー『ジャックフロスト』エンディングテーマ |
| 2023年 | ハルノオト                                   | 読売テレビ・日本テレビ系アニメ『MIX MEISEI STORY 〜二度目の夏、空の向こうへ〜』エンディングテーマ |
| 2023年 | 空っぽ                                       | 日本テレビ『ぶらり途中下車の旅』7 - 9月度エンディングテーマ |
| 2023年 | Mahalo                                       | 「ホノルルマラソン 2023」オフィシャルソング |
| 2024年 | Mahalo                                       | 「ホノルルマラソン 2024」オフィシャルソング |
| 2024年 | Mahalo                                       | 「ハワイズハーフマラソン ハパルア 2024」オフィシャルソング |
| 2024年 | それでもただ                                 | 日本テレビ系日曜ドラマ『厨房のありす』主題歌 |
| 2024年 | それでもただ                                 | メ〜テレ「おぎやはぎのハピキャン」5月度エンディング曲 |
| 2025年 | リアル                                       | アニメ『もめんたりー・リリィ』エンディングテーマ |
| 2025年 | ヒカリヘ                                     | フロンティア株式会社 「Ready Crew（レディクル）」CMソング |

## ライブ

### ソロライブ
2013年3月29日に開催された「miwa live at 武道館 〜卒業式〜」は、miwaの大学卒業と時期がほぼ一致し、自身初の日本武道館公演となった。
2014年3月の「miwa spring concert 2014 "渋谷物語〜完〜"」は、2010年のshibuya eggman、2011年のSHIBUYA-AX、2012年の渋谷公会堂、2013年のNHKホール（紅白歌合戦）と、渋谷界隈で開催する公演規模が徐々に大きくなっていったデビュー後の軌跡のゴールとして、当時目標としていた国立代々木競技場第一体育館でのライブを実現させるものとなった。

#### acoguissimo (アコギッシモ)
「acoguissimo」（アコギッシモ）は、miwaがギター一本で行なうアコースティックライブツアーのシリーズである。全県制覇を目標として地方のライブハウスを中心に開催され、2011年、2012年、2014年の3回にわたるツアーで31県で開催された、さらに、2018年に、それまで全47都道府県を巡るツアーを完成させた。
2015年3月には「miwa live at 武道館 〜acoguissimo〜」と題して日本武道館で2日間開催。アコースティックギター1本で日本武道館で2日間弾き語りライブを行なうのは、女性ソロアーティストでは初と言う。さらに、2018年6月には、ツアー『miwa acoustic live tour 2018 "acoguissimo 4"』のファイナル公演『miwa live at 横浜アリーナ "acoguissimo 47都道府県 ～完～"』と題して、横浜アリーナで1日開催。アコースティックギター1本で横浜アリーナで弾き語りライブを行なうのは、女性ソロアーティストでは史上初と言う。

#### その他
「miwa 39 live」（ミワサンキューライブ）は、1年のアーティスト活動を締めくくりファンに感謝すると言う意味で、2011年以降、秋から年末の時期に、毎年開催されているライブのシリーズである。概ね都市部のライブハウスで開催（2014年は東名阪アリーナ会場）。2014年までは一般参加の「miwanissimo」（ミワニッシモ）と題していたが、2015年以降は「yaneura-no-neko」と題して、基本的にファンクラブ限定参加のツアーとなっている。
| タイトル                                                 | 日程                          | 会場         | 映像化                                                                                 |
| -------------------------------------------------------- | ----------------------------- | ------------ | -------------------------------------------------------------------------------------- |
| miwa "very first tour" miwa yade! miwa dagah! miwa dayo! | 2010年11月24日 - 12月8日      | 3会場3公演   | guitarissimo#DVD                                                                       |
| miwa live tour 2011 "guitarissimo"                       | 2011年6月4日 - 7月10日        | 6会場7公演   | miwa live tour 2011 "guitarissimo"                                                     |
| miwa acoustic live tour “acoguissimo”                    | 2011年11月2日 - 11月27日      | 11会場11公演 | 片想い#DVD                                                                             |
| miwa concert tour 2012 “guitarium”                       | 2012年5月12日 - 6月24日       | 11会場13公演 | ヒカリヘ#DVD（初回生産限定盤のみ） miwa concert tour 2012 "guitarium"                  |
| miwa acoustic live tour 2012 “acoguissimo 2”             | 2012年9月8日 - 10月21日       | 14会場14公演 | ホイッスル〜君と過ごした日々〜#DVD                                                     |
| miwa -39 live tour- “miwanissimo 2012”                   | 2012年12月18日 - 12月22日     | 3会場3公演   | Delight#DVD                                                                            |
| miwa concert tour 2013 "Delight"                         | 2013年7月13日 - 9月23日       | 16会場21公演 | miwa concert tour 2013 "Delight"                                                       |
| miwa acoustic live tour 2014 “acoguissimo 3”             | 2014年6月5日 - 6月19日        | 6会場6公演   | fighting-φ-girls#DVD                                                                   |
| miwa -39 live ARENA tour- “miwanissimo 2014”             | 2014年12月9日 - 12月24日      | 3会場5公演   | ONENESS#DVD                                                                            |
| miwa concert tour 2015 “ONENESS”                         | 2015年3月28日 - 6月15日       | 14会場19公演 | miwa ballad collection 〜graduation〜#Disc2 miwa concert tour 2015“ONENESS” ～完全版～ |
| miwa -39 live tour- “yaneura-no-neko”                    | 2015年10月29日 - 11月2日      | 2会場4公演   | -                                                                                      |
| miwa “ballad collection” tour 2016 〜graduation〜        | 2016年1月23日 - 3月9日        | 14会場18公演 | miwa “ballad collection” tour 2016 〜graduation〜                                      |
| miwa -39 live tour- “yaneura-no-neko 2016"               | 2016年9月2日 - 9月8日         | 3会場4公演   | -                                                                                      |
| miwa ARENA tour 2017 “SPLASH☆WORLD”                      | 2017年4月22日 - 6月18日       | 6会場9公演   | miwa ARENA tour 2017 “SPLASH☆WORLD”                                                    |
| miwa -39 live tour- “yaneura-no-neko 2017"               | 2017年11月11日 - 11月30日     | 5会場6公演   | -                                                                                      |
| miwa acoustic live tour 2018 "acoguissimo 4"             | 2018年3月24日 - 6月10日       | 15会場15公演 | miwa live tour 2018 38/39DAY / acoguissimo 47都道府県〜完〜                            |
| miwa concert tour 2018-2019 “miwa THE BEST”              | 2018年9月22日 - 2019年3月16日 | 24会場30公演 | miwa concert tour 2018-2019 “miwa THE BEST”                                            |
| miwa Billboard Live Tour 2021 “miwa CLASSIC”             | 2021年12月4日 - 12日          | 3会場6公演   | Sparkle#Blu-ray(初回生産限定盤Aのみ)                                                   |
| miwa concert tour 2022 "Sparkle"                         | 2022年2月23日 - 3月20日       | 3会場3公演   | 君に恋したときから#Blu-ray                                                             |
| miwa Billboard Live Tour 2022 "miwa CLASSIC Ⅱ"           | 2022年11月23日 - 12月3日      | 3会場6公演   | ハルノオト#Blu-ray                                                                     |
| miwa acoustic live tour 2023 "acoguissimo 5"             | 2023年4月14日 - 5月28日       | 12会場12公演 | 月に願いを#Blu-ray                                                                     |
| miwa Billboard Live Tour 2023 “miwa CLASSIC Ⅲ”           | 2023年11月23日 - 12月2日      | 3会場6公演   | それでもただ#Blu-ray                                                                   |
| miwa Live Tour 2024 "7th”                                | 2024年5月17日 - 6月2日        | 4会場4公演   | miwa Live Tour 2024 "7th"                                                              |
| miwa Billboard Live Tour 2024 “miwa CLASSIC Ⅳ”           | 2024年11月22日 - 30日         | 3会場6公演   |                                                                                        |

| タイトル                                            | 日程                  | 会場                        | 映像化                                                      |
| --------------------------------------------------- | --------------------- | --------------------------- | ----------------------------------------------------------- |
| 2010.3.3 miwa デビューライブ                        | 2010年3月3日          | shibuya eggman              | ミラクル#DVD                                                |
| miwa -39live- "miwanissimo"                         | 2011年12月24日        | Zepp Tokyo                  | guitarium#DVD                                               |
| miwa live at 武道館 〜卒業式〜                      | 2013年3月29日         | 日本武道館                  | miwa live at 武道館 〜卒業式〜                              |
| miwa special live at 下北沢ロフト                   | 2013年3月30日         | 下北沢ロフト                | Delight#DVD                                                 |
| miwa -39 live- "miwanissimo 2013"                   | 2013年12月23日 - 24日 | Zepp Tokyo                  | Faith#DVD                                                   |
| miwa spring concert 2014 "渋谷物語〜完〜"           | 2014年3月8日 - 9日    | 国立代々木競技場 第一体育館 | miwa spring concert 2014 “渋谷物語〜完〜”                   |
| miwa live at 武道館 〜acoguissimo〜                 | 2015年3月7日 - 8日    | 日本武道館                  | miwa live at 武道館〜acoguissimo〜                          |
| miwa live at 武道館 “We are the light ～38/39DAY～” | 2018年3月8日 - 9日    | 日本武道館                  | miwa live tour 2018 38/39DAY / acoguissimo 47都道府県〜完〜 |
| miwa “ballad collection” live 2021〜decade〜        | 2021年3月19日 - 20日  | Zepp Tokyo                  | miwa "ballad collection" live 2021～decade～                |
| miwa special concert 2022 "REVIVAL"                 | 2022年9月25日         | 東京国際フォーラムホールC   | バレンタインが今年もやってくる#Blu-ray                      |
| miwa -39 live- 2024 "sing dance enjoy!”             | 2024年3月9日          | Zepp Haneda                 | 7th#Blu-ray                                                 |

| タイトル                                       | 日程              | 会場           | 映像化           |
| ---------------------------------------------- | ----------------- | -------------- | ---------------- |
| 学園祭ライブツアー                             | 2011年10月 - 11月 | 10会場         |                  |
| ホワイトデー女子会 in 渋谷                     | 2012年3月14日     | shibuya eggman |                  |
| 学園祭ライブツアー                             | 2012年10月 - 11月 | 3会場          |                  |
| miwa×keio 〜ヒカリへ届け、溢れる想い〜         | 2016年11月5日     | 1会場          | SPLASH☆WORLD#DVD |
| miwa live at 下北沢LOFT ～Remote acoguissimo～ | 2020年9月12日     | 下北沢LOFT     | 神無-KANNA-#DVD  |

### サポートメンバー
主要サポートメンバー（2010年 - ）
- eji (Key/Pf/Ban.Mas)
- Nona*/岩村乃菜 (Perc/Chor)
- オバタコウジ (Gt)
- 生本直毅 (Gt)
- 河村吉宏/よっち (Drs)
- 根岸孝旨 (B)
- 柳野裕孝/ゆーこー (B)
- 山口寛雄 (B)
- 種子田健（B）
- 藤田真由美 (Chor)

※時期およびライブにより入れ替わりあり。

## 出演
出典：トライストーン・miwa

### ラジオ
- miwaのオールナイトニッポンR（2010年4月18日 - 2011年3月20日、ニッポン放送） - 第3日曜（土曜深夜）担当
- miwaのオールナイトニッポン（2011年4月6日 - 2013年3月27日、ニッポン放送）
- ミューズノート（2015年4月1日 - 2019年12月、NHK-FM放送）
- miwaのオールナイトニッポンPremium（2018年1月 - 3月、ニッポン放送）[99]

### テレビ

#### テレビドラマ
- 紅白が生まれた日（2015年3月21日、NHK総合） - 並木路子 役[100]
- 民王（2015年7月 - 9月、テレビ朝日） - エンディングにカメオ出演
- 妖怪シェアハウス 最終話（2020年9月19日、テレビ朝日） - 巫女役でカメオ出演

#### テレビアニメ
- ドラえもん年末スペシャル（2014年12月30日、テレビ朝日） - ワーミー 役（声の出演）、本人のカメオ出演[注 16]。
- ドラえもん（2015年1月9日 - 、テレビ朝日） - ワーミー 役（声の出演）、本人のカメオ出演[注 16][注 17]

#### その他の番組
- オンマイウェイ（2015年10月 - 、NHK Eテレ） - 司会[25]

#### 特別番組
- 「アーティスト・ドキュメント miwa〜届けたい 今の言葉を」（2012年7月1日、NHK BSプレミアム）
- 「マチウタ〜ゆず miwa〜」（2012年11月18日、NHK BSプレミアム）[注 18]
- 情熱大陸（2014年10月26日、TBSテレビ）
- 「PREMIUM INTERVIEW -miwa- 」（2015年5月、スペースシャワーTV）
- SONGS「miwa」（2017年2月23日、NHK総合）[102]
- ぶらり途中下車の旅（2023年7月1日、日本テレビ）

#### テレビCM
- ベネッセコーポレーション『進研ゼミ』（2015年）[24] ※CM曲『ONENESS』
- 森永製菓『ベイク』「やいちゃってんじゃないの篇」、「またやいちゃった」篇（2016年）※CM曲『Princess』

### 映画
- マエストロ!（2015年1月31日公開） - ヒロイン・橘あまね 役
- 君と100回目の恋（2017年2月4日公開） - 主演・日向葵海 役（坂口健太郎とW主演） [103]

### ストリーミング放送
- 「guitarium」リリース記念スペシャルトーク&ライブ USTREAM 2012年3月14日
- 「ソニレコ暇つぶしTV♪」 YouTube  2014年7月4日、11日、18日、25日
- 「miwaの見てくだシャイニー！」 LINE LIVE 2017年5月24日[104]
- 「miwaOSアップデートVer.5.07」 LINE LINE 2018年5月7日[105]
- 「miwaスペシャルLIVE&ドキュメンタリー～8年の軌跡～」 AbemaTV 2018年7月20日[106]
- 「TALK & LIVE SESSION bpm【miwa】#117」 AbemaTV 2019年3月16日[107]
- 「SugizoTube 機動戦士ガンダム THE ORIGIN 前夜 赤い彗星 放送記念SP」 ニコニコ生放送/Youtube Live 2019年6月24日[108]
- 「miwaTube ～30歳直前スペシャル！緊急生配信！～」 YouTube  2020年6月13日[109]
- 「miwaTube～デビュー記念日スペシャル！緊急生配信！～」YouTube 2021年3月3日[110]
- 「miwaTube ～お誕生日スペシャルじゃないけど、サプライズしちゃう生配信！～」YouTube 2021年6月26日[111]
- 「miwaの日　“Sparkle”生配信」YouTube 2022年3月8日[注 19][112]

### その他
- 「サウンド・プラネタリウム 〜天空の鏡に響く、ハイレゾの歌〜」 ナレーション（2015年12月 - 2016年2月、銀座ソニービル）[113][114][115]
- 北海道日本ハムファイターズ × オリックス・バファローズ（札幌ドーム）始球式（2018年7月1日）[116]
- 道の駅富士川楽座プラネタリウム「この空がある限り songs by miwa」ナレーション（2018年7月14日 - 2019年2月24日）[117]

### 書籍・雑誌（連載）
- smart「音楽ツウのこれが好き」（終了）
- Go!Go! GUITAR 「Cafe miwa のギターラテ」（2010年 - 2018年休刊）

### NHK紅白歌合戦出場歴
| 年度   | 放送回 | 回 | 曲目             |
| ------ | ------ | -- | ---------------- |
| 2013年 | 第64回 | 初 | ヒカリヘ         |
| 2014年 | 第65回 | 2  | Faith            |
| 2015年 | 第66回 | 3  | fighting-φ-girls |
| 2016年 | 第67回 | 4  | 結 -ゆい-        |

## 受賞歴・記録
アーティスト
- レコチョク・今年ブレイクしそうなアーティストランキング第1位（2010年）
- 第25回日本ゴールドディスク大賞ザ・ベスト5ニュー・アーティスト（2011年）
- 国際宝飾展「第3回クリスマスジュエリープリンセス賞」歌手部門（2017年）
- LINE BLOG OF THE YEAR 2017 優秀賞

楽曲
- 「don't cry anymore」
  - 第64回ザテレビジョンドラマアカデミー賞ドラマソング賞

- 「ヒカリヘ」
  - レコチョクアワード月間最優秀楽曲賞（月間ランキング）2012年8、9月度月間1位（着うた部門）
  - レコチョクアワード月間最優秀楽曲賞（月間ランキング）2012年9月度月間1位（ダウンロード・シングル部門）
  - 「LISMO Award」2012年9、10月度月間1位

アルバム
- 『Delight』
  - 第6回CDショップ大賞2014 入賞。
  - ミュージック・ジャケット大賞2014 大賞

## その他
- "miwa"の公式ロゴの、"i"の上の点の部分は猫のマークで、これは実家の猫「くろちゃん」のマークである[124]
- 「チビmiwa」 - ライブ『miwa spring concert 2014 “渋谷物語〜完〜”』で会場屋外壁面に大型のもの[注 20] などが掲示されたのが初出の、デフォルメキャラクター[125]。初登場時は名前がなかったが、2013 - 2014年頃から30cm程度の立体キャラクター[126] や、百数十cm程度の「等身大」立体キャラクター[127]が作られ、その頃からこの名前がついた[127]。公式キャラクターとして広範に採用された（後述）。「等身大」立体キャラは、髪を短くする以前の2018年頃までの多くのソロライブステージ[注 21]上でお供をしていたところ、2020年頃にライブハウス下北沢LOFTに移籍した事が確認されている[128]。
  - ライブ『miwa -39 live ARENA tour- “miwanissimo 2014”』から『miwa -39 live tour- “yaneura-no-neko 2016"』頃まで公式ノベルティ・グッズ化され多品種が販売された。ラジオ『ミューズノート』のノベルティグッズにもなっていた。160cm程度の特大の「チビmiwaケーキ」も製作され、ライブ『miwa concert tour 2015 “ONENESS”』横浜アリーナ公演（本人誕生日）に披露された。
- LINEスタンプ「miwaのスタンプ」 - 2018年に髪を短くした後の公式キャラクターで、ショートヘアになっている。
- メジャーデビュー10周年記念で、2020年3月にコラボカフェやグッズ販売のイベントを計画していたが新型コロナの影響で延期となった[129][130]。